# 維什內韋 (羅韋尼基區)
48°1′11″N 39°12′47″E / 48.01972°N 39.21306°E
維什内韋（烏克蘭語：Вишневе）是位於烏克蘭東部的村莊，由盧甘斯克州羅韋尼基區的羅韋尼基市鎮負責管轄。該村處於維什內韋齊卡河畔，始建於1782年，面積1.71平方公里，海拔高度109米，2001年人口256。